# Амазонский пакт
 Амазонский пакт (Организация Договора о сотрудничестве в бассейне реки Амазонки) (порт. Organização do Tratado de Cooperação Amazônica; сокращённо ОДСА, порт. AТСO) — международная организация, созданная с целью обеспечить сохранение природного наследия Амазонки на основе принципов устойчивого развития.

## История
3 июля 1978 года был подписан Договор об Амазонской кооперации, инициатором его подписания являлась Бразилия. Целью подписания Договора являлись: охрана окружающей среды и рациональное использование природных ресурсов в бассейне реки Амазонки. В 1995 году восемь стран-участниц решили создать на базе Договора международную организацию Амазонский пакт для укрепления и реализации поставленных целей. 14 декабря 1998 года была подписана поправка к протоколу в Каракасе, в результате чего была создана международная организация АКТО.
Страны-участницы АКТО убеждены, что Амазонка является одним из самых богатых природных наследий планеты, а также является плацдармом для будущего стратегического развития стран региона.

## Страны — участницы
- Боливия
- Бразилия
- Колумбия
- Эквадор
- Гайана
- Перу
- Суринам
- Венесуэла